# Skoter (folk)
Skoterna var en keltisk folkstam av stor vikt i Skottlands historia. Skoterna var ursprungligen en av flera gaeliska folkstammar på ön Irland. De skapade på 500-talet landet Dalriada och bidrog på 800-talet till enandet av folken på norra delen av ön Storbritannien och bildandet av landet Alba, senare benämnt Skottland.

## Historia
På 500-talet under kung Fergus I av Dalriada invaderade skoterna Argyll i nuvarande Skottland och grundlade Dalriada (Dál Riata) i pikternas land som kallades Kaledonien (latin: Caledonia) av romarna. Förhållandet mellan de två folken skoter och pikter började dock tidigare, omkring år 300. Romarna noterade nästan 300 gränsattacker av skoter och pikter. Romarna kallade skoterna för scotti, vilket gav upphov till namnet Skottland (lågskotska: Scotland).
Så länge romarna var en gemensam fiende, höll skoter och pikter ihop, men när romarna gav sig av, började de två stammarna slåss mot varandra. Mellan 300 och 840 förekom otaliga krig mellan Kaledonien och Dalriada. Ofta vann pikterna.
När vikingarna började sina plundringar längs Kaledoniens kust tidigt på 800-talet, fick pikterna fiender på två fronter. 839 hade pikterna slagit skoterna, men en större strid mot vikingarna strax efter försvagade dem märkbart. 
När Dalriadas kung Alpin II dog, gjorde hans son Kenneth MacAlpin, Kenneth I av Skottland 843, anspråk på Kaledoniens tron, eftersom han hade band dit på sin mors sida. Han förenade därmed de båda kungadömena Dalriada och Kaledonien och blev kung av Alba - Skottland.